# Anisodes furcata
Anisodes furcata là một loài bướm đêm trong họ Geometridae.